# Carl Gustav Carus
Carl Gustav Carus (3 de enero de 1789, Leipzig, Alemania-28 de julio de 1869, Dresde, Alemania) fue un pintor, psicólogo, naturalista y micólogo alemán. Fue uno de los miembros más destacados de la Naturphilosophie.

## Naturphilosophie

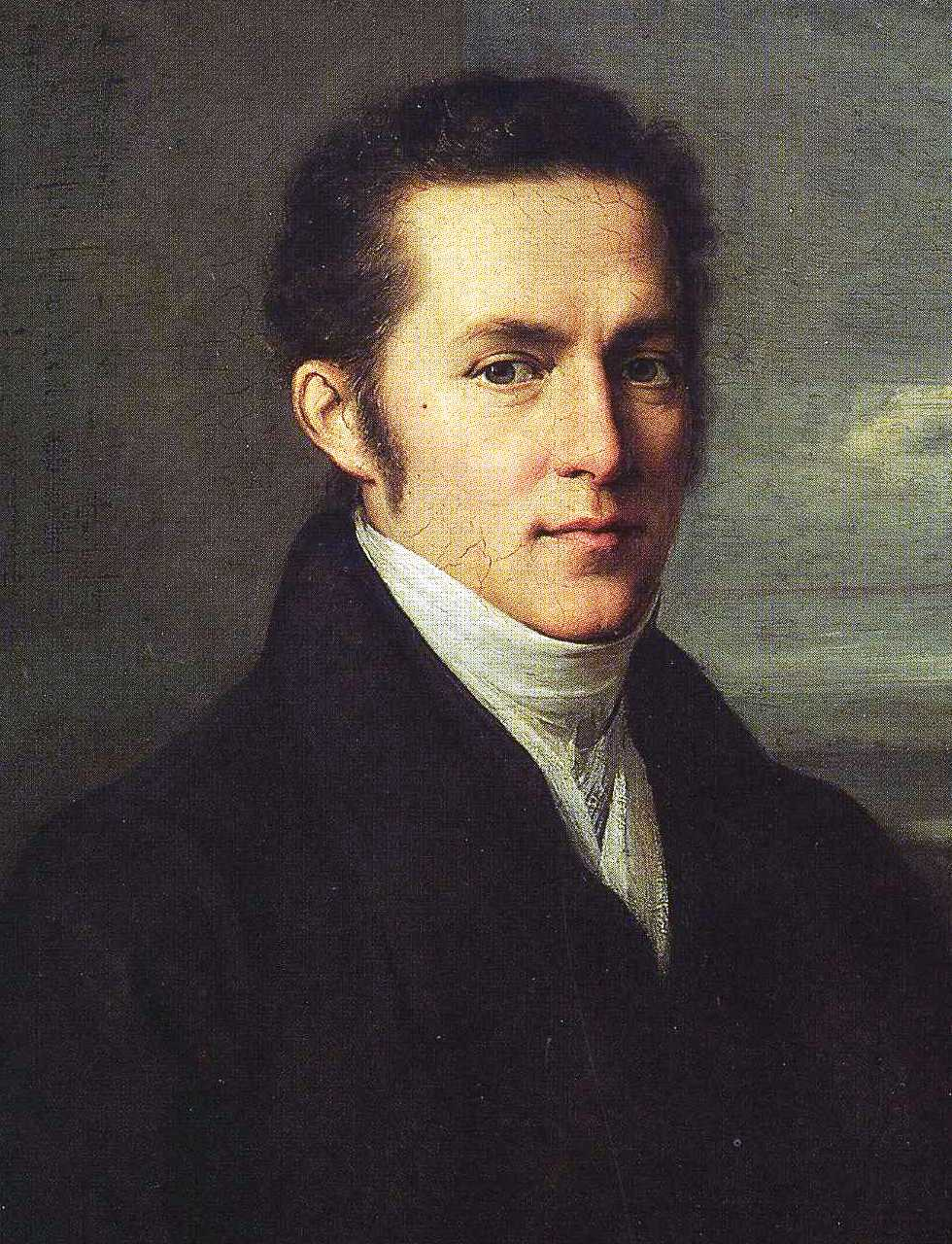
Carus en 1800.

Carus fue uno de los miembros más destacados de la Naturphilosophie, declarándose un gran admirador de Lorenz Oken. No obstante, expresó sus convicciones en un estilo mucho más contenido que el de este último, lo que le valió una reputación internacional mucho más amplia.
Su contribución más célebre fue el concepto de arquetipo vertebrado, una idea esencial en el desarrollo de la teoría de la evolución. Según Carus (1828), todas las partes sólidas de los animales no son más que variaciones de un tipo general (la "vértebra") que a su vez habría derivado de una forma esférica fundamental. En este sentido, llevó más allá que muchos de sus contemporáneos la teoría vertebral del cráneo.
Las especulaciones sobre las vértebras ideales fueron fuertemente criticadas por Étienne Geoffroy Saint-Hilaire.
En 1853 Carus infirió de la ley del triple paralelismo de Louis Agassiz la probabilidad de la evolución.

## Obra

Mnemosyne (1848)

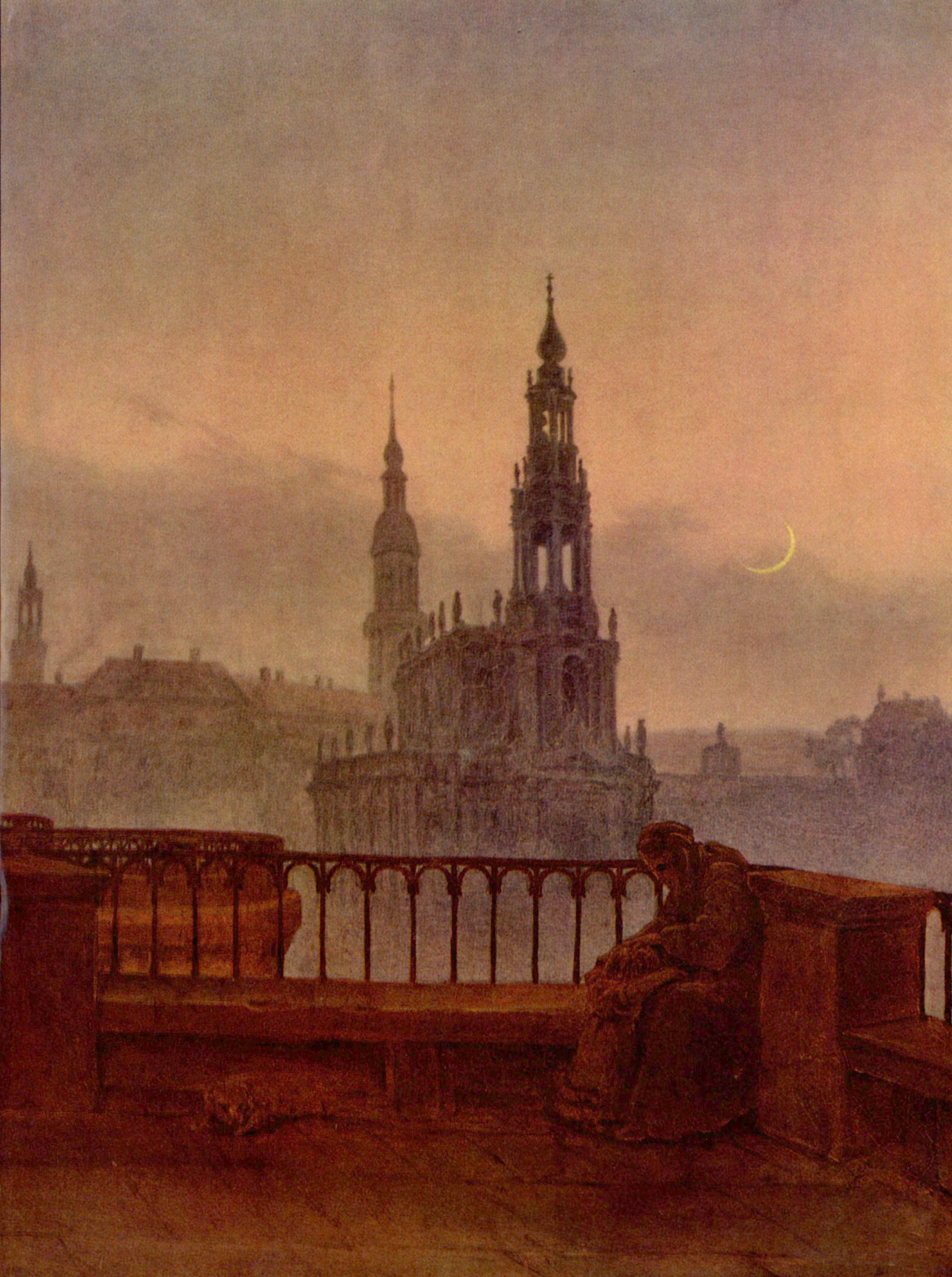
Vista sobre Dresde desde la terraza de Brühl, Carl Gustav Carus, c. 1830-1831.

Zoología, Entomología, Anatomía comparada, Evolución.
- Lehrbuch der Zootomie (1818, 1834)
- Erläuterungstafeln zur vergleichenden Anatomie (1826–1855)
- Von den äussern Lebensbedingungen der weiss- und kaltblütigen Thiere (1824)
- Über den Blutkreislauf der Insekten  (1827)
- Grundzüge der vergleichenden Anatomie und Physiologie (1828).
- Lehrbuch der Physiologie für Naturforscher und Aerzte (1838) - also medical
- Zwölf Briefe über das Erdleben (1841)
- Natur und Idee oder das Werdende und sein Gesetz. 1861

Medicina
- Lehrbuch der Gynäkologie  (1820, 1838)
- Grundzüge einer neuen und wissenschaftlich begründeten Cranioscopie (Schädellehre) (1841)
- System der Physiologie (1847–1849)
- Erfahrungsresultate aus ärztlichen Studien und ärztlichem Wirken während eines halben Jahrhunderts (1859)
- Neuer Atlas der Cranioskopie (1864)

Psicología, Metafísica, Raza, Fisionomía
- Vorlesungen über Psychologie (1831)
- Psyche. Zur Entwicklungsgeschichte der Seele (1846, 1851).
- Ueber Grund und Bedeutung der verschiedenen Formen der Hand in veschiedenen Personen (1846)
- Physis. Zur Geschichte des leiblichen Lebens (1851)
- Denkschrift zum hundertjährigen Geburtsfeste Goethe’s. Ueber ungleiche Befähigung der verschiedenen Menschheitstämme für höhere geistige Entwickelung (1849)
- Ueber Lebensmagnetismus und über die magischen Wirkungen überhaupt (1857)
- Über die typisch gewordenen Abbildungen menschlicher Kopfformen (1863)
- Goethe, dessen Bedeutung für unsere und die kommende Zeit (1863)
- Lebenserinnerungen und Denkwürdigkeiten – 4 volumes (1865-1866)
- Vergleichende Psychologie oder Geschichte der Seele in der Reihenfolge der Thierwelt (1866)

Arte
- Briefe über Landschaftsmalerei. Zuvor ein Brief von Goethe als Einleitung (1819–1831)
- Die Lebenskunst nach den Inschriften des Tempels zu Delphi (1863)
- Betrachtungen und Gedanken vor auserwählten Bildern der Dresdener Galerie (1867)

- La abreviatura «Carus» se emplea para indicar a Carl Gustav Carus como autoridad en la descripción y clasificación científica de los vegetales.[1]

## Abreviatura (zoología)
La abreviatura Carus  se emplea para indicar a Carl Gustav Carus como autoridad en la descripción y taxonomía en zoología.

## Edición en castellano
- Viaje a la isla de Rügen. Palma de Mallorca: José J. de Olañeta. 2008. ISBN 978-84-9716-563-1.
- Cartas y anotaciones sobre pintura de paisaje. Madrid: Editorial Antonio Machado. 1992. ISBN 978-84-7774-554-9.